# Premis ATV 2006
Els IX Premis ATV corresponents a 2006 foren entregats per l'Acadèmia de les Ciències i les Arts de Televisió d'Espanya el 21 de novembre de 2007 coincidint amb el Dia Internacional de la Promoció de la Televisió.
La gala va tenir lloc al Casino d'Aranjuez, va ser produïda per El Terrat i l'Acadèmia i va ser retransmesa en directe per La Sexta, amb una audiència mitjana de 759.000 espectadors i 4,7% de quota de pantalla. Andreu Buenafuente, presentador de La Sexta, va ser el mestre de cerimònies.
Aquesta va ser la primera gala sota la presidència de l'Acadèmia de Manuel Campo Vidal, i també la primera amb una nova "estatueta" de premi, que té una forma similar a la d'un ull. A aquesta van assistir els més importants professionals de la televisió nacional, com Patricia Conde, Ángel Martín Gómez, Miki Nadal, Pilar Rubio, així com uns altres, com Eva Hache, María Teresa Campos, Gonzalo Miró, José Corbacho, El Gran Wyoming, Silvia Jato o Manel Fuentes, entre d'altres, molts dels quals van ser premiats, uns altres es van encarregar de lliurar els premis.
Els nominats es van donar a conèixer l'17 d'octubre de 2007; el 14 de novembre es van triar els Premis als programes de les Televisions Autonòmiques, així com els premis especials, entre els quals destaquen Rosa Maria Calaf, premi a tota una vida.

## Premis a les televisions nacionals
(Es mostren tots els nominats, destacant en negreta als guanyadors)

### Presentació programes informatius
- Ana Blanco per Telediario 1 (La 1)
- Lorenzo Milá per Telediario 2 (La 1)
- Matías Prats per Noticias 2 (Antena 3)

### Programa informatiu
- Informe semanal (La 1)
- Noticias Cuatro 2 (Cuatro)
- Telediario (La 1)

### Programa d'entreteniment
- Buenafuente (Antena 3)
- Caiga quien caiga (Telecinco)
- Sé lo que hicisteis la última semana (La Sexta)

### Programa infantil
- El conciertazo (La 2)
- Los Lunnis (La 2)
- Megatrix (Antena 3)

### Programa de ficció
- Aída (Telecinco)
- Amar en tiempos revueltos (La 1)
- Cuéntame cómo pasó (La 1)

### Programa documental
- Al filo de lo imposible (La 2)
- Callejeros (Cuatro)
- Documentos TV (La 2)

### Actriu de sèrie
- Adriana Ozores per Los hombres de Paco (Antena 3)
- Ana Duato per Cuéntame cómo pasó (La 1)
- Carmen Machi per Aída (Telecinco)

### Actor de sèrie
- Arturo Valls per Camera Café (Telecinco)
- Imanol Arias per Cuéntame cómo pasó (La 1)
- Luis Varela per Camera Café (Telecinco)

### Guió
- Amar en tiempos revueltos (La 1)
- Buenafuente (Antena 3)
- Cuéntame cómo pasó (La 1)

### Director
- Andreu Buenafuente/Jordi Évole per Buenafuente (Antena 3)
- Antonio Cano/Agustín Crespi/Sergio Cabrera per Cuéntame cómo pasó (La 1)
- Edu Arroyo/Cristina López per Noche Hache (Cuatro)

### Realitzador
- Equip d'esports d'Informativos Telecinco/Fórmula 1 (Telecinco)
- Jordi Vives. Mira quién baila i Gala 50 aniversari TVE (La 1)
- Víctor Santamaría. Programes de futbol i toros (Canal +)

### Productor
- Alberto de Massy. Esta es mi tierra, Metrópolis i Ruta de la memoria (La 2)
- Francisco Romacho. España directo (La 1)
- Willy Rubio. España, entre el cielo y la tierra (La 2)

### Il·luminador
- José Luis Rodelas per Buenafuente (Antena 3)
- Juan Caballero per Mira quién baila i Gala 50 aniversari TVE (La 1)
- Tote Trenas per Cuéntame cómo pasó (La 1)

### Millor Escenografia
- Luis Gracia per Mira quién baila i Gala 50 aniversari TVE (La 1)

### Maquillatge i caracterització
- Equip maquillatge i caracterització de TVE i Gestmusic a Sant Cugat del Vallès. Mira quién baila i Gala 50 aniversari TVE (La 1)
- Equip de maquillatge i perruqueria. Cuéntame cómo pasó (La 1)
- Paloma Buendía. Amar en tiempos revueltos (La 1)

### Presentació programes d'entreteniment
- Andreu Buenafuente. Buenafuente (Antena 3)
- Eva Hache. Noche Hache (Cuatro)
- Patricia Conde i Ángel Martín Gómez. Sé lo que hicisteis la última semana (La Sexta)

### Canal temàtic
- Canal 24 horas
- Canal de Historia
- Teledeporte

### TV Movie
- Coses que passen... (TV3)
- El partido (Forta)
- Electroshock (RTVV, TV3 i TVE Internacional)

## Premis a les televisions autonòmiques

### Millor programa autonòmic informatiu
- Andalucía directo (Canal Sur)

### Millor programa autonòmic de ficció
- Libro de familia (TVG)

### Millor documental autonòmic
- Nuestro campo bravo (Castilla-La Mancha Televisión)

### Millor programa autonòmic d'entreteniment
- Polònia (TV3)

### Millor programa autonòmic infantil
- Trikitraka Trikitrón (ETB 1)

## Premis honorífics

### Premi especial a tota una vida
- Rosa Maria Calaf

### Premis especials als 25 anys de trajectòria televisiva
- Torrespaña
- Euskal Telebista
- EFE Televisión